# Горный (Двуреченское сельское поселение, у посёлка Ферма)
Горный  — посёлок в Пермском районе Пермского края. Входит в состав Двуреченского сельского поселения.

## География
Посёлок расположен примерно в 2 км к востоку от административного центра поселения, посёлка Ферма.

## Население
| 2010 | 2021  |
| ---- | ----- |
| 1157 | ↗2888 |

## Топографические карты
- Лист карты O-40-78 Серга. Масштаб: 1 : 100 000. Состояние местности на 1983 год. Издание 1984 г.